# 金珠拉虎耳草
金珠拉虎耳草（学名：Saxifraga jainzhuglaensis），为虎耳草科虎耳草属下的一个种。

## 扩展阅读
維基物種上的相關：金珠拉虎耳草